# Merlas
Merlas é uma comuna francesa na região administrativa de Auvérnia-Ródano-Alpes, no departamento de Isère. Estende-se por uma área de 15,64 km². Em 2010 a comuna tinha 501 habitantes (densidade: 32 hab./km²).